# 姜登选
姜登选（1880年—1925年11月26日） ，字超六，直隸南宫县陈村人。中华民国奉系将领，反奉戰爭時被郭松齡劫持，因不願投降郭松齡而被殺害。

## 生平

### 朱慶瀾的心腹
他生於一個農業、商業兼業的富裕家庭。他年少時有志学問，在認識到富国強兵路線的必要性後，走向了軍人的道路。1903年（光緒29年），他官費赴日本留學學習軍事。其間他受黄興、宋教仁的影響，並於光绪三十年（1904）参加“同志会”，次年参加孙中山在日本组织的“中国同盟会”。1908年（光緒34年），他從陸軍士官学校砲兵科畢業。
歸国後，他在奉天巡防統領朱慶瀾手下任職，朱很賞識其才能。朱轉赴四川省任職後，姜随他一同前往，任陸軍第33混成協二等参謀官、四川陸軍小学堂總辦等職務。1911年（宣統3年），四川保路運動在武昌起義前夕爆發，四川總督趙爾豐被迫下臺。此後朱在成都被擁立為四川軍政府副都督，姜被推薦任四川軍政府参謀總長。姜固辞不就任。此後朱的部隊士兵嘩變，姜隨朱一同退出四川省。
1912年（民国元年）他任保定陸軍軍官学校教官，1913年任貴州陸軍第1師参謀長。1913年11月，他四川時代的上司朱慶瀾到黑龍江任職，他署黑龍江督軍公署参謀長。12月，他獲授陸軍少将。1914年（民国3年）6月，他任鎮安右将軍行署参謀長，輔佐朱慶瀾。同年5月，朱被許蘭洲逼迫下野，姜隨之下野。1916年（民国5年），朱任廣東省長，姜隨任輔佐。

### 歸屬奉系
1917年（民国6年），朱慶瀾辭去廣東省長職務，姜登選隨之辞職。此後，他被北洋政府召還，任總統府咨議。1922年（民国11年），姜任奉軍總参議，歸屬奉系軍閥張作霖。同年4月第一次直奉戰争奉系敗北。姜親自上陣，率工兵建造防綫，支援奉軍撤退。姜受到張作霖的好評，被任命為奉軍訓練總監、東三省陸軍整理處副統監等職務。姜積極投入到奉軍的重建和精鋭化工作中。
1924年（民国13年）第二次直奉戰争爆發，姜任鎮威軍第1軍軍長。姜和同僚郭松齡對立。然而他們同樣認爲應該裁軍以休養民力。因此，姜與郭向張作霖、段祺瑞進言，但未獲採納。

### 同僚肅清
1925年（民国14年）8月，姜南下任蘇皖剿匪司令、安徽軍務督辦。後來姜受到直系軍閥孫傳芳的攻击，從安徽撤退。姜與山東省的張宗昌聯合，遭到孫傳芳的反击，結果二人慘敗。此後，任奉軍第4方面軍軍團長。
同年11月22日，郭松龄發起反張作霖兵變。姜登选乘车经滦州車站，欲与郭面谈，进城后被扣押。郭力劝姜登选合作反奉，反遭大骂。扣登选于滦城，登选历数其叛上谋友之罪，被郭下令处死，11月26日被槍斃，享年46歲。
姜登选性情刚毅果敢，待人诚实，为官清廉，不唯荣利，治军严明，平易近人，为驻地军民及家乡人民所怀念。。今姜登选碑为邢台市文物保护单位。